# Indi rok
Indi rok (eng. indie rock, od independent rock – „nezavisan rok“) je rok muzika koja pripada indi žanru. Termin je ušao u upotrebu krajem 1980-ih godina i ponekad se koristi za indi muziku u celini. Od 1990-ih se koristi i kao sinonim za alternativnu rok muziku, a danas čak za manje-više svu muziku koja ne spada u mejnstrim kategoriju.

## Karakteristike i istorijat
Alternativni sastavi su u početku uglavnom bili pod uticajem panka, post-pankа i novog talasa 70-ih i ranih 80-ih. Indi rok sastavi koriste instrumente tipične za rok muziku – električne gitare, bas gitare, sintesajzere, bubnjeve i vokal, ali i mnoge druge. Sarađuju sa malim, nezavisnim izdavačkim kućama, koje nisu „mejnstrim“. Bendovi koji pripadaju indi rok žanru često se poistovećuju sa idealima andergraund potkulture i teže za tim da zadrže artističku kontrolu nad svojom muzikom, što im omogućavaju manje izdavačke kuće.
Klasični indi rok sastavi se uglavnom ne promovišu standardnim marketingom, već turnejama i takozvanim virusnim marketingom, kao i internetom. Neki bendovi vremenom potpisuju ugovore sa većim izdavačkim kućama, sa povoljnim uslovima kao rezultat prethodnog, nezavisnog uspeha. Popularizacija indi muzike početkom 1990-ih dovela je komercijalizacije žanra, kada su veće izdavačke kuće potpisivale ugovore sa velikim brojem indi rok grupa, predstavljajući ih kao alternativne bendove.

## Podžanrovi i predstavnici
Podžanrovi indi rok muzike i njihovi predstavnici su između ostalih:

### Podžanrovi nastali 1980-ih i 1990-ih
- Lou-faj
- Post-rok
- Šugejz (Shoegaze: My Bloody Valentine, Ride, Slowdive, Lush, Chapterhouse)
- Garaž pank
- Nojz rok (Noise rock: Sonic Youth, Drive Like Jehu, Unwound, Shellac, dEUS)
- Nojz pop
- Emo
- Indi pop
- Post-hardkor
- Tvi pop
- Met rok
- Rajot grrrl
- Alternativni kantri

### Podžanrovi nastali 2000-ih
- Post-pank revajvl
- Garaž rok revajvl
- Dens pank -{(Dance-punk: DFA Records, Metric, Cut Copy, The Rapture, The Bravery, Klaxons, The Presets, MSTRKRFT, You Say Party! We Say Die!, Shitdisco, LCD Soundsystem, Death From Above 1979, New Young Pony Club, !!!, Q and Not U, Foals, Does It Offend You, Yeah?, VHS or Beta, The Faint, Digitalism)

}-
- Indi folk
- Barok pop -{(Baroque pop: Arcade Fire,[1] Danielson Famile, Sufjan Stevens,[1] The Decemberists, Loney, Dear, John Vanderslice, Broken Social Scene, Stars, Cloud Cult, Vampire Weekend, Menomena, Ra Ra Riot)

}-
- Nju prog
- Inditronika
- Nju vird Amerika

## Indi rok u Srbiji
Indi sastavi koji deluju u Srbiji se međusobno puno razlikuju. Zajedničko im je to da imaju gotovo isključivo mladu i urbanu populaciju, da samostalno izdaju albume ili i nemaju zvaničnih izdanja i da imaju zanemarljivu medijsku podršku.
Tokom 1990-ih su neki srpski indi sastavi vezani za otpor prema tadašnjoj vlasti u zemlji, delom okupljeni oko izdavačke kuće B92. U najistaknutije srpske indi sastave 1990-ih mogu se svrstati na primer Obojeni program (koji su 1990. izdali album u prvoj indi izdavačkoj kući u SFRJ, Search and Enjoy) Jarboli i Veliki prezir. 2000-ih se indi grupe vežu za takozvanu Novu srpsku scenu, izraz koji je osmislio veb magazin Popboks, koji je važio verovatno za vodeći medij u promovisanju srpskih indi rok grupa. Istaknutiji sastavi su Buč Kesidi, Inje, Činč, Goribor, Petrol, Repetitor, Pionir 10, Slaptrap, S.A.R.S., Ničim izazvan i drugi.